# Väinö Markkanen
Väinö Johannes Markkanen (9. května 1929 Paltamo – 10. června 2022 Lohja) byl finský sportovní střelec, olympijský vítěz ve střelbě z pistole.
Byl nejmladší ze sedmi dětí a v šesti letech osiřel. Pracoval jako příslušník Finské pohraniční stráže. Střelbě se začal závodně věnovat v roce 1951 a byl členem klubů Kajaanin Ampujia a Ylä-Vuoksen Ampujia. Startoval na jediné olympiádě a dosáhl stoprocentní úspěšnosti. Vyhrál disciplínu 50 metrů libovolná pistole na Letních olympijských hrách 1964 v Tokiu, kde ziskem 560 bodů vyrovnal olympijský rekord. S finským týmem získal bronzovou medaili ve střelbě z libovolné pistole na mistrovství Evropy ve sportovní střelbě v roce 1969. Třikrát startoval na mistrovství světa ve sportovní střelbě, v roce 1970 skončil pátý mezi jednotlivci na 25 metrů a v roce 1974 obsadil třetí místo v soutěži družstev s velkorážní pistolí. Sedmkrát ve své kariéře překonal finský rekord ve střelbě. Vyhrál tři střelecké šampionáty severských zemí a 21 mistrovství Finska.
Zemřel na srdeční zástavu ve věku 93 let jako nejstarší žijící finský vítěz letní olympiády.